# Équipe de la Barbade féminine de football
Cet article traite de l'équipe féminine. Pour l'équipe masculine, voir Équipe de la Barbade de football.
Maillots
L'équipe de la Barbade féminine de football est l'équipe nationale qui représente la Barbade dans les compétitions internationales de football féminin. Elle est gérée par la Fédération de la Barbade de football.
Les Barbadiennes n'ont jamais disputé une phase finale d'une compétition majeure de football féminin, que ce soit le Championnat féminin de la CONCACAF, la Coupe du monde ou les Jeux olympiques.

## Classement FIFA
| Année              | 2010 | 2011 | 2012 | 2013 | 2014 | 2015 | 2016 | 2017 | 2018 |
| ------------------ | ---- | ---- | ---- | ---- | ---- | ---- | ---- | ---- | ---- |
| Classement mondial | 128  | 136  | 131  | 118  | 133  | 141  | 128  | 119  | 130  |